# Ispánk
Ispánk község Vas vármegyében, a Körmendi járásban.

## Fekvése
Az Őrségben, a Vasi-Hegyháton, Őriszentpétertől északkeletre fekszik. Közigazgatási területét súrolja ugyan a Magyarszombatfa-Csákánydoroszló között húzódó 7451-es út, belterülete zsákfalunak tekinthető, mert közúton csak az előbbiből Őriszentpéter északi határában kiágazó 74 174-es úton érhető el.

## Története
Ispánk neve szláv eredetű, az ispán becéző alakja. A német szakirodalom az Espenwang/Espang szóból származtatja.
Első írásos említése 1393-ból ismert, Yspank formában.

## Közélete

### Polgármesterei
| Polgármester | Polgármester        | Polgármester |  |
| ------------ | ------------------- | ------------ |  |
| 1990–1994    | Marton Ödön         | független    |  |
| 1994–1998    | Tóth István         | független    |  |
| 1998–2002    | Tóth István         | független    |  |
| 2002–2006    | Tamaskó Gábor Tamás | független    |  |
| 2006–2010    | Tamaskó Gábor Tamás | független    |  |
| 2010–2014    | Tamaskó Gábor Tamás | független    |  |
| 2014–2019    | Tamaskó Gábor Tamás | független    |  |
| 2019–2024    | Tamaskó Gábor Tamás | független    |  |
| 2024–        | Tamaskó Gábor Tamás | független    |  |

## Népesség
A település népességének változása:
| Lakosok száma | 104  | 100  | 100  | 102  | 103  | 101  | 99   |
|               | 2013 | 2014 | 2015 | 2021 | 2022 | 2023 | 2024 |

A 2011-es népszámlálás során a lakosok 88,9%-a magyarnak mondta magát (11,1% nem nyilatkozott). A vallási megoszlás a következő volt: római katolikus 22,2%, református 44,4%, felekezet nélküli 4,4% (21,1% nem nyilatkozott).
2022-ben a lakosság 94,2%-a vallotta magát magyarnak, 3,9% németnek, 1% horvátnak, 1% örménynek, 11,7% egyéb, nem hazai nemzetiségűnek (4,9% nem nyilatkozott; a kettős identitások miatt a végösszeg nagyobb lehet 100%-nál). Vallásuk szerint 26,2% volt református, 14,6% római katolikus, 1% evangélikus, 4,9% egyéb keresztény, 2,9% egyéb katolikus, 3,9% felekezeten kívüli (45,6% nem válaszolt).

## Nevezetességei
- „Koldusállásos” népi lakóház: Keleti szer 12., Nyugati szer 18.
- Artemysa pajtaszínház
- Jelenleg (2005) Ispánkon van az egyetlen hazai üzem, amely bioplazma előállításával foglalkozik.

## Képek

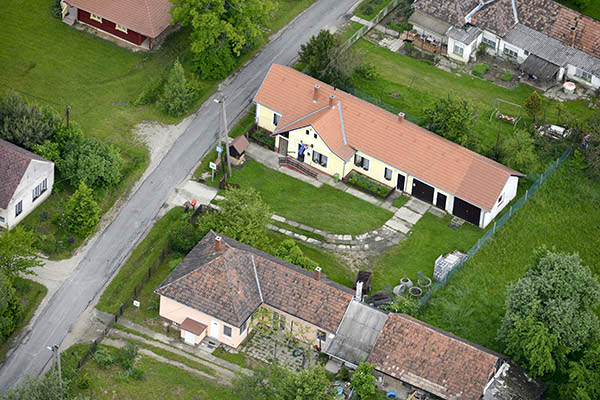
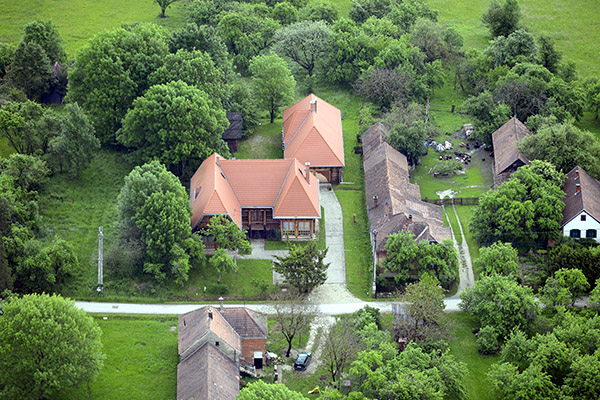
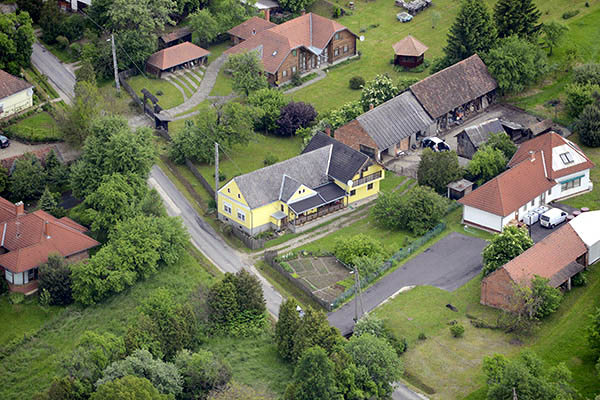
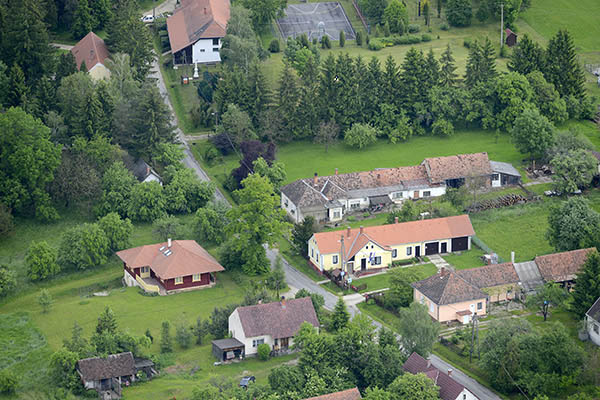